# Березино (Днепропетровская область)
Березино́ (укр. Березине) — село,
Гуляйпольский сельский совет,
Криничанский район,
Днепропетровская область,
Украина.
Код КОАТУУ — 1222082002. Население по переписи 2001 года составляло 55 человек.

## Географическое положение
Село Березино находится на правом берегу реки Базавлук,
выше по течению на расстоянии в 2,5 км расположено село Гуляйполе,
ниже по течению на расстоянии в 1,5 км расположено село Владимировка (Софиевский район),
на противоположном берегу — село Бузулуки.